# 倉義和
倉 義和（くら よしかず、1975年7月27日 - ）は、京都府京都市山科区出身の元プロ野球選手（捕手、右投右打）、コーチ。現在は広島東洋カープの二軍バッテリーコーチを務めている。

## 来歴

### プロ入り前
京都成章高校3年生の夏に、大家友和とのバッテリーで選手権京都大会に出場すると、チームを準優勝に導いた。京都産業大学への進学後は、関西六大学野球のリーグ戦77試合に出場。250打数64安打、打率.256、5本塁打、33打点という成績を残すとともに、4年時の春季リーグ戦では、捕手としてベストナインに選ばれた。野球用具はサンアップ社製のものを愛用していた。プロ入り後はローリングス。
1997年のプロ野球ドラフト会議で、広島東洋カープに5巡目で指名。契約金5,000万円、年俸840万円（金額は推定）という条件で入団した。背番号は40。

### 広島時代

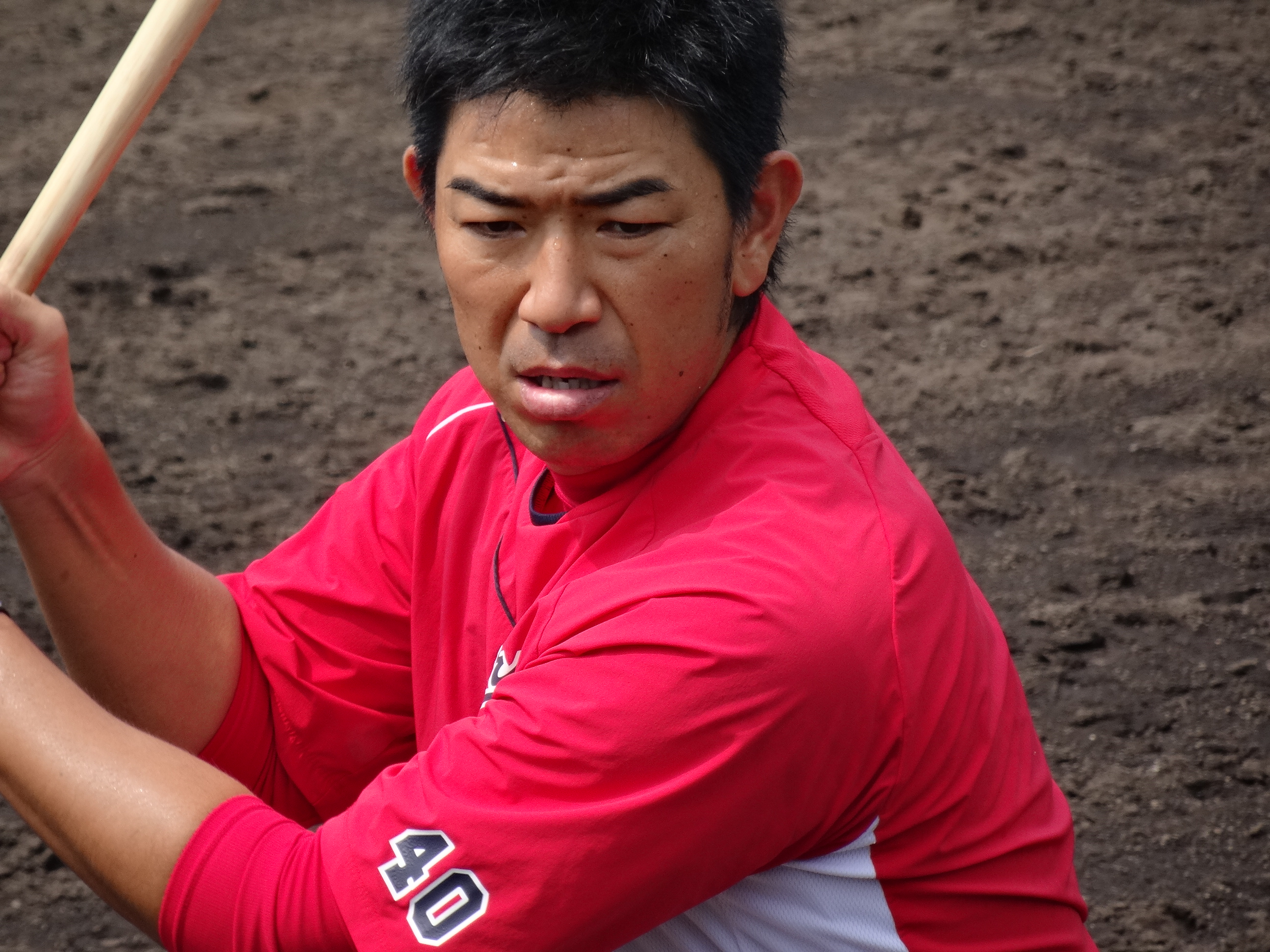
2015年8月29日 阪神鳴尾浜球場にて

1998年は、5月7日の対横浜ベイスターズ戦（藤崎台県営野球場）延長10回裏の守備から、捕手として一軍デビュー。12回表に迎えた初打席でスリーバントの失敗で併殺打に倒れたが、14回表の第2打席では、チームに勝利をもたらす適時打で一軍での初安打を記録した。しかし、一軍公式戦全体では、6試合の出場にとどまった。
1999年から数シーズンは、毎年数十試合程度一軍公式戦に出場するも、一軍に定着することはできなかった。
2004年は、8月7日の対中日ドラゴンズ戦6回裏の打席で、遠藤政隆から一軍初本塁打を記録。8月20日の対読売ジャイアンツ戦（いずれも広島市民球場）では、延長12回裏に代打で登場すると、野球人生で初めてのサヨナラ安打を放った。広島のベンチ入り野手では最後の出場だったが、この一打によって、5時間42分（セントラル・リーグで歴代10位の長時間試合）に及んだ熱戦に終止符を打った。シーズン全体では、一軍公式戦24試合に出場。ウエスタン・リーグ公式戦では、45試合の出場で打率.324を記録した。
2005年は、春季キャンプの投球練習でブルペン捕手を務めた際に、練習相手だった黒田博樹の怒りを買う一幕があった。新調したばかりのキャッチャーミットで黒田のボールを捕っていたことや、黒田に対して投球数を曖昧に伝えていたことによるもの。その日からは一球の重みを再認識し、キャッチングの練習に日夜励んだことで信頼を取り戻していった。 このキャンプ中に前年までの正捕手石原慶幸が骨折で戦線離脱し、一軍公式戦の開幕までに復帰できなかったため、4月1日の巨人戦（東京ドーム）では、プロ入り後初となる開幕戦スタメンマスクを被った。以降の公式戦でも正捕手の座を確保した。打撃に優れた石原が一軍に復帰した直後こそ石原に正捕手の座を譲ったが、小山田保裕など復帰前に好調だった投手が揃って調子を崩したことからすぐに正捕手へ復帰する。最終的にキャリア最多の一軍公式戦109試合に出場し、打撃面に課題は残ったものの盗塁阻止率.400は、この年のセントラル・リーグ公式戦で規定の出場試合数を満たした捕手で最も高かった。黒田との相性は特に良く、翌2006年以降の公式戦でも、黒田が先発する場合には「専属捕手」扱いで長らくバッテリーを組んでいた。
2006年は、一軍公式戦で石原と併用された。石原が85試合出場した事に続き自身もほぼ同数の84試合出場したが前年から一転してリーグ最低の盗塁阻止率を記録した。
2007年は、一軍の打線が総じて低迷していた公式戦開幕直後に、チームメイトの新井貴浩と一緒にセリーグの打率トップ争いを展開。自身の前を打つ6・7番打者の出塁率が低かったこと、1・2番打者が極度の不調に陥ったことを背景に、5月下旬には一時7番を任されるぐらい打撃が好調だった。しかし6月ごろから打撃の調子が下降線をたどり始めると、シーズン中盤は打撃好調の石原にスタメンマスクを譲ることが相次いだ。それでも終盤に打撃が復調したためシーズン通算では打率.274、7本塁打、長打率.403をマークし、併殺打をわずか2本にとどめるなど自己最高の打撃成績を残した。シーズン終了後の10月13日に放送された日本テレビ制作の連続ドラマ「ドリーム☆アゲイン」第1話では、反町隆史演じる巨人の打者・小木駿介と対決するという設定で、チームメイトの永川勝浩と揃って冒頭のシーンに登場している（一部の演技をスタントマンが担当）。
2008年は、黒田がロサンゼルス・ドジャースへ移籍したことから、シーズン序盤の一軍公式戦では高橋建が先発で登板する場合に「専属捕手」として出場。高橋の前半戦の活躍に貢献すると、シーズン中盤以降は、青木高広や齊藤悠葵など他の左腕投手が先発する試合でもスタメンマスクを任された。しかし、打率が2割前後に低迷した影響で、上記以外の投手が先発する試合では石原が正捕手として積極的に起用された。自身の出場は48試合にとどまったが、5月31日の対東北楽天ゴールデンイーグルス戦（クリネックススタジアム宮城）で、この年はシーズン通算201.2回を投げて僅か3本の本塁打しか許さなかった岩隈久志から貴重な本塁打を放っている。
2009年は、高橋がニューヨーク・メッツに移籍。シーズン序盤から石原が打撃不振に陥ったものの、自身の打撃も低調だったことから、正捕手の座を奪うには至らなかった。さらに、夏場には、若手捕手の會澤翼が一軍で台頭。シーズン終盤に石原とほぼ均等に併用されるようになったが、一軍公式戦全体では、43試合の出場にとどまった。打撃面も、一軍に定着した2005年以降では初めて、打率が1割台に低迷。チームが広島市民球場より広いMAZDA Zoom-Zoom スタジアム広島へ本拠地を移したこともあって、6年振りに本塁打を放てなかった。シーズン中の5月に国内FA権を取得したが、シーズン終了後の10月24日には、FA権を行使せずに広島へ残留する意向を表明している。
2010年は、石原が前年から打撃の調子を持ち直した影響で、一軍公式戦への出場は45試合にとどまった。それでも、青木高広とのバッテリーでスタメンに起用された4月30日の対中日ドラゴンズ戦（マツダ）では、プロ入り後初めての満塁本塁打を放つなどの活躍で青木の一軍公式戦初完封勝利をアシストした。一軍公式戦全体では、打席に立つ機会こそ少なかったが、自己最高の打率（.281）や2年振りの本塁打を記録した。
2011年は、一軍公式戦への出場機会を55試合に増やしながら、打撃が再び低迷した。打率は.185で、本塁打を1本も放てなかった。
2012年は、4月6日の対横浜DeNAベイスターズ戦（横浜スタジアム）に前田健太とのバッテリーでスタメンに起用されると、前田によるノーヒットノーランをリード面でアシストした。シーズン全体では、一時故障で戦線を離脱したものの、一軍公式戦70試合に出場した。打撃面では、打率が.195にとどまる一方で、一軍公式戦2年振りの本塁打を放っている。
2013年は、一軍公式戦で39試合、ウエスタン・リーグ公式戦で12試合の出場にとどまった。
2014年は、一軍公式戦26試合に出場したが、打率が.093を記録するなど振るわなかった。
2015年は、一軍公式戦1試合に出場したが、守備に就いただけで打席に立つ機会がなかった。ウエスタン・リーグ公式戦でも、21試合の出場で6打数無安打に終わっている。
2016年は、現役生活を続けながら、二軍バッテリーコーチを兼務。捕手としてはシーズン終盤まで一軍昇格の機会がなく、9月20日には、廣瀬純と共に現役引退を発表した。球団では、この発表を受けて、9月25日の本拠地シーズン最終戦（対東京ヤクルトスワローズ25回戦）を倉・廣瀬の引退試合として開催した。この試合に黒田が先発で登板したことから、倉も「8番・捕手」としてスタメンに起用された。2人がバッテリーを組んだのは2007年9月27日の同カード以来だったが、黒田が1回表に先頭打者・坂口智隆へストレートの四球を出した時点で、石原と交代。さらに、1回表2死1・3塁の時点から激しい雨に見舞われたため、試合自体も1時間20分の中断をはさんで降雨ノーゲームになった。倉自身は、ノーゲーム後に雨中のダイヤモンドを一周すると、頭から本塁へ滑り込むパフォーマンスを披露。9月26日付で出場選手登録を抹消されたため、10月1日にマツダスタジアムで催された上記カードの振替試合には出場できず、記録上はこの年に一軍公式戦へ出場しないまま現役を退いた。なお、倉は振替試合後の引退セレモニーに登場。「入団して19年、下手くそだった自分をここまで育てていただき、ありがとうございました。今年の（セントラル・リーグ）優勝は、最高に嬉しかったです。世界一のカープファンの皆さん、ありがとうございました!」と感謝の言葉を残した。

### 引退後
2017年からは、広島で二軍のバッテリーコーチに専念。背番号を76に変更している。
2020年から一軍バッテリーコーチを務めている。

## 選手としての特徴・人物
現役時代は強肩と強気のリードに定評がある捕手として活躍。同僚の石原慶幸と長年に渡って熾烈な正捕手争いを演じ続けた。また、1学年先輩の黒田博樹との相性が良く、専属捕手を務めた。アマチュア時代までは打撃も売りにしていたが、プロ入り後はレベルの違いを痛感し、課題となった。
ライバルであった石原慶幸とはユニフォームを脱ぐと頻繁に食事を共にし、低迷期に陥っていたチームについて日々語り合っていた。倉は「（石原とは）『チームの何をどうしたら勝てるようになるのか』という話をよくしていた。ライバル関係を強調してチームが勝てるならそうしていただろうけど、そうではない。蹴落とすようなことは年下の選手に与える影響も良くないし、同じ方向を向いてやることが大事だと思った。自分たちだけの力ではないだろうけど、反省ばかりだった」と振り返っている。

## 詳細情報

### 年度別打撃成績
| 年 度      | 球 団      | 試 合 | 打 席 | 打 数 | 得 点 | 安 打 | 二 塁 打 | 三 塁 打 | 本 塁 打 | 塁 打 | 打 点 | 盗 塁 | 盗 塁 死 | 犠 打 | 犠 飛 | 四 球 | 敬 遠 | 死 球 | 三 振 | 併 殺 打 | 打 率 | 出 塁 率 | 長 打 率 | O P S |
| ---------- | ---------- | ----- | ----- | ----- | ----- | ----- | -------- | -------- | -------- | ----- | ----- | ----- | -------- | ----- | ----- | ----- | ----- | ----- | ----- | -------- | ----- | -------- | -------- | ----- |
| 1998       | 広島       | 6     | 4     | 4     | 0     | 1     | 0        | 0        | 0        | 1     | 1     | 0     | 0        | 0     | 0     | 0     | 0     | 0     | 0     | 1        | .250  | .250     | .250     | .500  |
| 1999       | 広島       | 15    | 21    | 18    | 2     | 4     | 0        | 0        | 0        | 4     | 1     | 1     | 0        | 1     | 0     | 1     | 0     | 1     | 2     | 0        | .222  | .300     | .222     | .522  |
| 2000       | 広島       | 20    | 35    | 31    | 0     | 5     | 0        | 0        | 0        | 5     | 0     | 0     | 0        | 2     | 0     | 1     | 0     | 1     | 12    | 0        | .161  | .212     | .161     | .373  |
| 2001       | 広島       | 35    | 46    | 44    | 4     | 6     | 2        | 0        | 0        | 8     | 1     | 0     | 0        | 1     | 0     | 1     | 0     | 0     | 13    | 0        | .136  | .156     | .182     | .337  |
| 2002       | 広島       | 13    | 26    | 21    | 0     | 3     | 1        | 0        | 0        | 4     | 0     | 0     | 0        | 3     | 0     | 2     | 0     | 0     | 6     | 0        | .143  | .217     | .190     | .408  |
| 2003       | 広島       | 4     | 8     | 5     | 1     | 0     | 0        | 0        | 0        | 0     | 0     | 0     | 0        | 0     | 0     | 0     | 0     | 3     | 1     | 0        | .000  | .375     | .000     | .375  |
| 2004       | 広島       | 24    | 23    | 21    | 3     | 3     | 0        | 0        | 1        | 6     | 2     | 0     | 0        | 0     | 0     | 2     | 0     | 0     | 4     | 2        | .143  | .217     | .286     | .503  |
| 2005       | 広島       | 109   | 306   | 267   | 18    | 56    | 8        | 1        | 4        | 78    | 22    | 1     | 0        | 15    | 3     | 16    | 4     | 5     | 42    | 7        | .210  | .265     | .292     | .557  |
| 2006       | 広島       | 84    | 265   | 247   | 16    | 59    | 7        | 0        | 5        | 81    | 14    | 1     | 1        | 4     | 0     | 7     | 1     | 7     | 51    | 8        | .239  | .280     | .328     | .608  |
| 2007       | 広島       | 82    | 274   | 248   | 19    | 68    | 11       | 0        | 7        | 100   | 25    | 1     | 2        | 5     | 2     | 15    | 4     | 4     | 42    | 2        | .274  | .323     | .403     | .727  |
| 2008       | 広島       | 48    | 128   | 121   | 8     | 25    | 6        | 0        | 2        | 37    | 11    | 0     | 0        | 0     | 1     | 4     | 1     | 2     | 23    | 0        | .207  | .242     | .306     | .548  |
| 2009       | 広島       | 43    | 106   | 100   | 4     | 19    | 2        | 0        | 0        | 21    | 7     | 0     | 0        | 2     | 1     | 2     | 0     | 1     | 17    | 6        | .190  | .212     | .210     | .422  |
| 2010       | 広島       | 45    | 105   | 89    | 12    | 25    | 3        | 0        | 2        | 34    | 13    | 1     | 0        | 4     | 0     | 10    | 3     | 2     | 20    | 4        | .281  | .366     | .382     | .748  |
| 2011       | 広島       | 55    | 135   | 108   | 9     | 20    | 1        | 0        | 0        | 21    | 8     | 0     | 0        | 9     | 1     | 13    | 0     | 4     | 25    | 3        | .185  | .294     | .194     | .488  |
| 2012       | 広島       | 70    | 160   | 133   | 9     | 26    | 6        | 0        | 1        | 35    | 15    | 1     | 0        | 8     | 0     | 14    | 0     | 5     | 20    | 6        | .195  | .296     | .263     | .559  |
| 2013       | 広島       | 39    | 75    | 64    | 4     | 15    | 2        | 1        | 0        | 19    | 4     | 0     | 0        | 3     | 0     | 6     | 0     | 2     | 14    | 1        | .234  | .319     | .297     | .616  |
| 2014       | 広島       | 26    | 50    | 43    | 1     | 4     | 0        | 0        | 1        | 7     | 2     | 0     | 0        | 3     | 0     | 2     | 1     | 2     | 14    | 1        | .093  | .170     | .163     | .333  |
| 2015       | 広島       | 1     | 0     | 0     | 0     | 0     | 0        | 0        | 0        | 0     | 0     | 0     | 0        | 0     | 0     | 0     | 0     | 0     | 0     | 0        | ----  | ----     | ----     | ----  |
| 通算：18年 | 通算：18年 | 719   | 1767  | 1564  | 110   | 339   | 49       | 2        | 23       | 461   | 126   | 6     | 3        | 60    | 8     | 96    | 14    | 39    | 306   | 41       | .217  | .278     | .295     | .574  |

- 2016年は出場した1試合がノーゲームとなったため、一軍出場なし

### 年度別守備成績
| 年 度 | 球 団 | 捕手  | 捕手  | 捕手  | 捕手  | 捕手  | 捕手  | 捕手     | 捕手     | 捕手     | 捕手     | 捕手     |
| 年 度 | 球 団 | 試 合 | 刺 殺 | 補 殺 | 失 策 | 併 殺 | 捕 逸 | 守 備 率 | 企 図 数 | 許 盗 塁 | 盗 塁 刺 | 阻 止 率 |
| ----- | ----- | ----- | ----- | ----- | ----- | ----- | ----- | -------- | -------- | -------- | -------- | -------- |
| 1998  | 広島  | 6     | 8     | 0     | 0     | 0     | 0     | 1.000    | 0        | 0        | 0        | .---     |
| 1999  | 広島  | 10    | 26    | 3     | 0     | 0     | 1     | 1.000    | 6        | 4        | 2        | .333     |
| 2000  | 広島  | 18    | 53    | 4     | 1     | 2     | 0     | .983     | 10       | 8        | 2        | .200     |
| 2001  | 広島  | 23    | 76    | 5     | 0     | 2     | 0     | 1.000    | 10       | 7        | 3        | .300     |
| 2002  | 広島  | 12    | 59    | 4     | 1     | 2     | 0     | .984     | 6        | 4        | 2        | .333     |
| 2003  | 広島  | 3     | 11    | 1     | 0     | 0     | 0     | 1.000    | 1        | 1        | 0        | .000     |
| 2004  | 広島  | 21    | 70    | 4     | 2     | 1     | 2     | .974     | 8        | 7        | 1        | .125     |
| 2005  | 広島  | 106   | 631   | 49    | 2     | 8     | 5     | .997     | 50       | 28       | 22       | .440     |
| 2006  | 広島  | 82    | 501   | 34    | 3     | 5     | 5     | .994     | 43       | 31       | 12       | .279     |
| 2007  | 広島  | 80    | 487   | 38    | 6     | 10    | 4     | .989     | 55       | 41       | 14       | .255     |
| 2008  | 広島  | 39    | 173   | 23    | 0     | 3     | 3     | 1.000    | 28       | 15       | 13       | .464     |
| 2009  | 広島  | 35    | 182   | 18    | 2     | 1     | 0     | .990     | 16       | 11       | 5        | .313     |
| 2010  | 広島  | 43    | 165   | 9     | 4     | 2     | 1     | .978     | 22       | 15       | 7        | .318     |
| 2011  | 広島  | 51    | 266   | 18    | 0     | 2     | 6     | 1.000    | 32       | 24       | 8        | .250     |
| 2012  | 広島  | 66    | 377   | 26    | 3     | 3     | 4     | .993     | 33       | 24       | 9        | .273     |
| 2013  | 広島  | 39    | 145   | 15    | 3     | 2     | 0     | .982     | 10       | 8        | 2        | .200     |
| 2014  | 広島  | 26    | 101   | 8     | 0     | 2     | 1     | 1.000    | 9        | 7        | 2        | .222     |
| 通算  | 通算  | 662   | 3331  | 259   | 27    | 45    | 32    | .992     | 339      | 235      | 104      | .307     |

### 記録
初記録
- 初出場：1998年5月9日、対横浜ベイスターズ7回戦（熊本県藤崎台球場）、10回裏に捕手で出場
- 初打席：同上、12回表に斎藤隆から一ゴロ
- 初安打・初打点：同上、14回表に西清孝から中前決勝適時打
- 初盗塁：1999年9月26日、対横浜ベイスターズ25回戦（広島市民球場）、9回裏に重盗での二盗（投手：五十嵐英樹、捕手：谷繁元信）
- 初先発出場；1999年9月30日、対阪神タイガース24回戦（広島市民球場）、8番・捕手で先発出場
- 初本塁打：2004年8月7日、対中日ドラゴンズ19回戦（広島市民球場）、6回裏に遠藤政隆から右中間へソロ
- 初満塁本塁打：2010年4月30日、対中日ドラゴンズ7回戦（MAZDA Zoom-Zoom スタジアム広島）、3回裏に小笠原孝から

### 背番号
- 40（1998年 - 2016年）
- 76（2017年 - ）